# Curubis tetrica
Curubis tetrica là một loài nhện trong họ Salticidae.
Loài này thuộc chi Curubis. Curubis tetrica được Eugène Simon miêu tả năm 1902.